# Heloísa Seixas
Heloísa Seixas (Río de Janeiro, 26 de julio de 1952) es una escritora, periodista y traductora brasileña.
Estudió periodismo en la Universidad Federal Fluminense, y se desempeñó como periodista en la agencia de noticias UPI y posteriormente, en la oficina de prensa de la ONU. En 1995 debutó como escritora al lanzar un libro de cuentos titulado Pente de Vênus: histórias do amor assombrado; un año más tarde, la editorial Record publicó A porta, su primera novela. Desde entonces, Heloisa Seixas ha incursionado en la novela, cuento y novela corta, además de una obra de teatro llamada Era no tempo do rei. Adicionalmente, escribe la columna Essência de Heloisa en la revista Seleções.

## Obras

### Novela
- A porta (1996).
- Diário de Perséfone (1998).
- Pérolas absolutas (2003).
- O lugar escuro (2007).

Novela corta
- Através do vidro (2001).

### Cuento
- Pente de Vênus: histórias do amor assombrado (1995).
- Contos mínimos (2001).
- Sete vidas: sete contos mínimos de gatos (2003).
- Histórias de Bicho Feio (infantil) (2006).
- Frenesi: história de duplo terror (2006).

### Compilaciones y otros
- Depois: sete histórias de horror e terror (cuentos, 1998).
- Dentro de um livro: contos (cuentos, 2005).
- As obras-primas que poucos leram (v. 1 y 2; crítica, 2005).
- As obras primas que poucos leram (v. 3 y 4; crítica, 2006).